# Kim Tai-chung
Kim Tai-chung (* 5. Juni 1957 in Busan; † 27. August 2011 in Seoul), besser bekannt unter der Künstlername als Tong Lung (chinesisch 唐龍 / 唐龙, Pinyin Táng Lóng, Jyutping Tong4 Lung4), war ein südkoreanischer Schauspieler und Kampfkünstler.

## Leben und Karriere
Kim Tai-chung wurde am 5. Juni 1957 in Busan geboren. Sein Debüt gab er 1977 in dem Film Snuff Bottle Connection. Kim spielte Bruce Lees Charakter Billy Lo im Film Bruce Lee – Mein letzter Kampf von 1978. 1981 spielte er im Film Game of Death II die Rolle des Bruce Lee erneut. Anschließend war er 1982 in dem Film Jackie and Bruce to the Rescue zu sehen. Unter anderem trat Kim 1986 in Karate Tiger in der Rolle von Bruce Lee auf. Am 27. August 2011 starb Kim im Alter von 54 Jahren an einer Magenblutung.

## Filmografie
Filme
- 1977: Snuff Bottle Connection
- 1978: Bruce Lee – Mein letzter Kampf
- 1981: Game of Death II
- 1981: Miss, Please Be Patient
- 1982: Jackie and Bruce to the Rescue
- 1986: Karate Tiger